# 1914 en Suisse
Chronologie de la Suisse
- 1910
- 1911
- 1912
- 1913
- 1914
- 1915
- 1916
- 1917
- 1918

Chronologie de la Suisse
1913 en Suisse - 1914 en Suisse - 1915 en Suisse

## Gouvernement au1erjanvier 1914
- Conseil fédéral:[1]
  - Arthur Hoffmann PRD, président de la Confédération
  - Giuseppe Motta PDC, vice-président de la Confédération
  - Camille Decoppet PRD
  - Edmund Schulthess PRD
  - Felix-Louis Calonder PRD
  - Ludwig Forrer PRD
  - Eduard Müller PRD

## Évènements
Dimanche 1er février 
- Fondation à Berne de la Nouvelle société helvétique dans le but de réagir contre le relâchement du sentiment national et de renforcer l’entente confédérale.

 Dimanche 22 février 
- Le foehn provoque un accident sur la ligne du Lötschberg. Deux wagons sont couchés. Un passager perd la vie.

 Dimanche 1er mars 
- Premier numéro des Cahiers vaudois, revue lancée par Edmond Gilliard et Paul Budry.

 Dimanche 15 mars 
- Fondation à Orbe (VD) de la Fédération romande des socialistes chrétiens.

 Samedi 18 avril 
- Inauguration des nouveaux bâtiments de l’Université de Zurich.

 Dimanche 19 avril 
- Centenaire du Cercle littéraire et de commerce à  Fribourg.

 Vendredi 15 mai 
- L’exposition nationale de Berne ouvre ses portes.

 Jeudi 18 juin 
- Le coureur cycliste Oscar Egg établit un nouveau  record du monde de l'heure, parcourant une distance de 44,247 km. Son record tiendra durant 19 ans.

 Lundi 6 juillet 
- Inauguration du Chemin de fer Aigle-Sépey-Diablerets.

 Mardi 7 juillet 
- Visite d’Albert 1er, roi des Belges, à l’Exposition nationale de Berne.

 Vendredi 10 juillet 
- Ouverture au trafic du tunnel ferroviaire du Hauenstein, reliant les cantons de Soleure et de Bâle-Campagne.

 Vendredi 31 juillet 
- Mise sur pied d’un groupe d’aviation militaire par le capitaine Theodor Real. Celui-ci réquisitionne trois avions stationnés à l’Exposition Nationale de Berne.

 Samedi 1er août 
- Mobilisation générale de l’Armée.
- Création du Parc national suisse.

 Lundi 3 août 
- L’Assemblée fédérale donne les pleins pouvoirs au Conseil fédéral et élit le commandant de corps Ulrich Wille comme général de l'armée suisse.

 Jeudi 6 août 
- La Confédération réaffirme sa neutralité et l’inviolabilité de son territoire dans une déclaration solennelle aux pays belligérants.

 Mardi 13 août 
- Lancement d’un emprunt fédéral de 30 millions de francs.
- Promulgation d’un arrêté interdisant l’exportation des chevaux, des mulets et des produits alimentaires sans autorisation spéciale.

 Dimanche 23 août 
- Fondation de l'Union suisse du commerce de fromage.

 Jeudi 27 août 
- Le Conseil fédéral annonce des mesures pour assurer l’alimentation en pain.

 Mardi 13 septembre 
- Le Conseil fédéral décrète un monopole fédéral sur le blé.

 Vendredi 18 septembre 
- Le Conseil fédéral commande 50 000 mètres de drap gris-vert à une fabrique de Langenthal (BE). Ils serviront à fabriquer les nouveaux uniformes, de couleur moins voyante.

 Dimanche 27 septembre 
- Ouverture à Bâle du Congrès international du christianisme social.

 Mercredi 30 septembre 
- Le Conseil fédéral introduit le contrôle politique de la presse.

 Jeudi 1er octobre 
- Le Conseil fédéral lance un appel à la cohésion nationale.

 Jeudi 15 octobre 
- Fermeture de l’Exposition nationale de Berne. Elle a accueilli 3 897 300 visiteurs.

 Dimanche 25 octobre 
- Votations fédérales. Le peuple approuve, par 204 394 oui (62,3 %) contre 123 431 non (37,7 %), la révision de l'article 103 de la constitution fédérale et l'adjonction d'un article 114bis à la constitution fédérale.
- Élections au Conseil national. Les 189 sièges sont attribués à 111 radicaux, 37 catholiques conservateurs, 19 sociaux-démocrates, 16 libéraux, 4 démocrates et 2 sans parti.

 Lundi 14 décembre 
- Conférence de Carl Spitteler sur le point de vue suisse organisée par la section zurichoise de la Nouvelle Société helvétique.

## Décès
Mercredi 6 janvier 
- Décès à Vĩnh Long (Viêt Nam), à l’âge de 34, du philologue Eduard Huber, qui maîtrisait une trentaine de langues.

 Jeudi 15 janvier 
- Décès à Zurich, à l’âge de 65 ans, du juriste Friedrich Meili.

 Vendredi 16 janvier 
- Décès à Lausanne, à l’âge de 84 ans, du photographe Paul Vionnet.

 Lundi 19 janvier 
- Décès à Lausanne, à l’âge de 77 ans, du photographe André Schmid.

 Mardi 3 mars 
- Décès à Cudrefin (VD), à l’âge de 64 ans, de la romancière Louise Cornaz.

 Lundi 16 mars 
- Décès à Berne, à l’âge de 71 ans, d’Albert Gobat, Prix Nobel de la paix en 1902.

 Mercredi 18 mars 
- Décès à Séville (Esp), à l’âge de 74 ans, de l’archéologue Adolphe-François Bandelier.

 Mercredi 29 avril 
- Décès à Lausanne, à l’âge de 53 ans, de l’archéologue Aloys de Molin, ancien conservateur du Musée historique de Lausanne.

 Samedi 19 mai 
- Décès à Genève, à l’âge de 64 ans, du peintre Charles Giron[réf. nécessaire].

 Dimanche 27 mai 
- Décès à Genève, à l’âge de 90 ans, du peintre Étienne Duval.

 Mardi 8 juin 
- Décès à Genthod (GE), à l’âge de 64 ans, du peintre Charles Giron.[réf. nécessaire]

 Vendredi 24 juillet 
- Décès à Vevey (VD), à l’âge de 78 ans, du musicien Henri Plumhof.

 Mercredi 18 novembre 
- Décès à Chambésy (GE), à l’âge de 72 ans, de l’ingénieur William Barbey, qui fit construire à ses frais le chemin-de-fer Chemin de fer Yverdon-Sainte-Croix.

 Lundi 30 novembre 
- Décès à Zurich, à l’âge de 79 ans, du zoologue Arnold Lang.